# Bedaleskatten
Bedaleskatten er et depotfund bestående af 48 sølv og guldgenstande, der er dateret fra 800- og 900-tallet og det inkluderer halskæder, armringe, en sværdpommel , brudsølv og barrer.
Den blev fundet d. 22. maj 2012 på en mark nær Bedale, North Yorkshire af detektorfolk, og blev rapporteret via Portable Antiquities Scheme. Efter en succesfuld offentlig indsamlingskampagne blev skattefundet købt af Yorkshire Museum for £50.000.